# Imishli
Imishli (azerí: Imişli) é um dos cinqüenta e nove rayones nos que subdivide politicamente a República do Azerbaijão. A cidade capital é a cidade de Imişli.

## Território e População
Este rayon é possuidor uma superfície de 1.826 quilômetros quadrados, os quais são o lugar de uma população composta por unas 110.000 pessoas. Por onde, a densidade populacional se eleva a cifra dos 60,2 habitantes por cada quilômetro quadrado deste rayon.

## Economia
Na região se destaca a produção de algodão e de grãos dentro da agricultura, e há um sector dedicado a pecuária. Existem grandes reservas de petróleo, há organizações abocadas para a elaboração de materiais de construção e a genever.